# Monumento de las Cuatro Esquinas

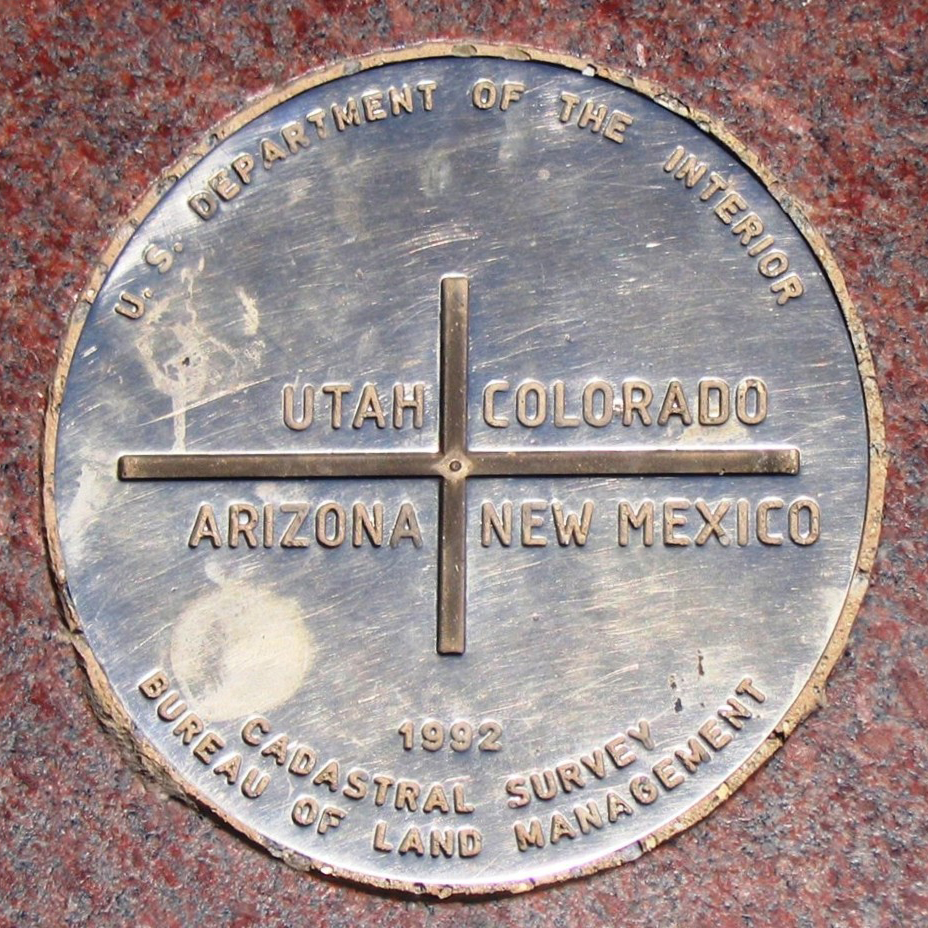
Confluencia exacta de los cuatro estados (agosto de 2005).

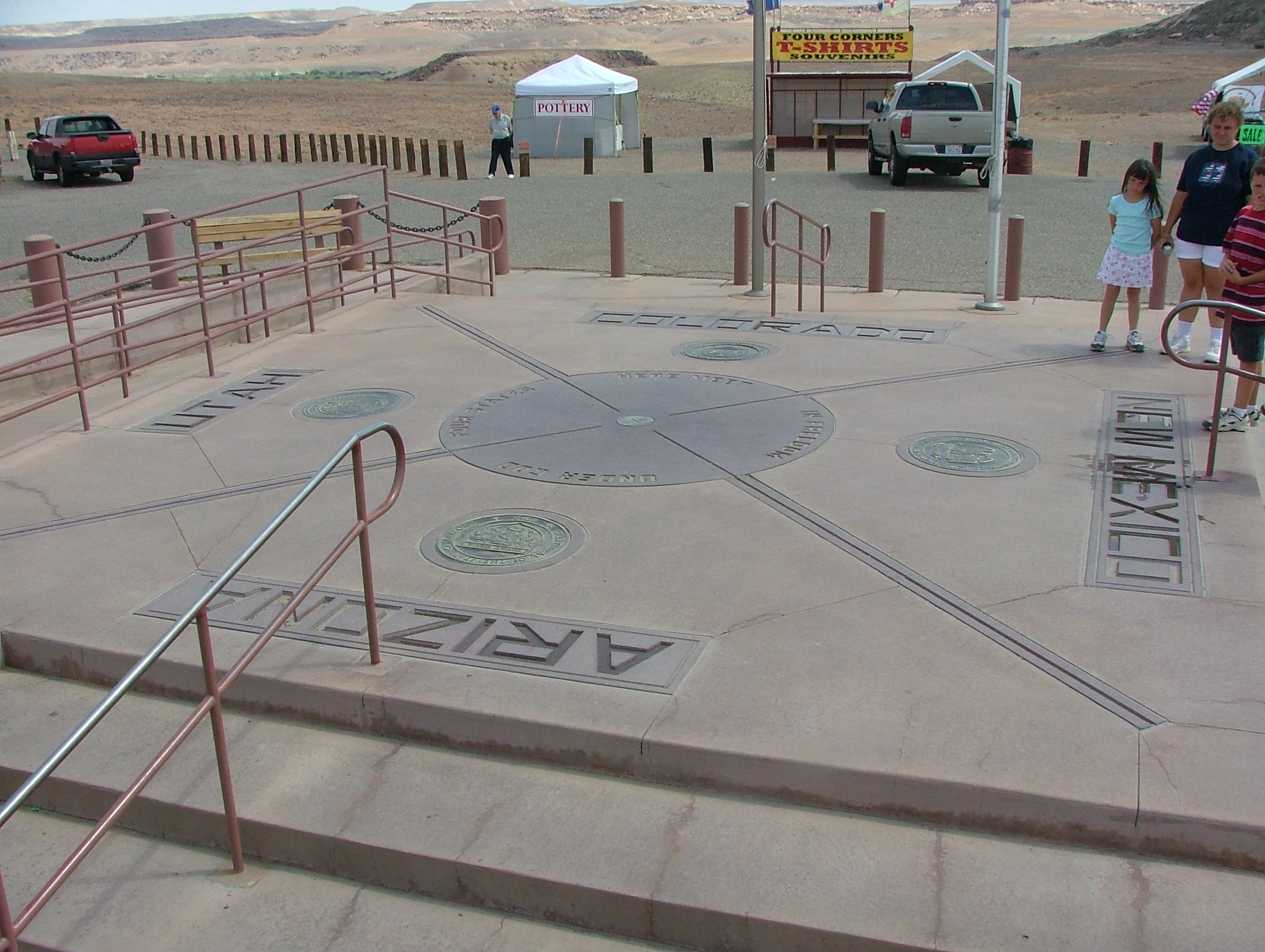
El área restante del monumento, mantenida sobre tierras de la nación navajo.

El monumento de las Cuatro Esquinas (en inglés: Four Corners Monument) es un pequeño monumento ubicado en el sudoeste de Estados Unidos; en el se localizan las reservas indias de los navajos, hopi y yutas. Contiene un hito fronterizo que marca el punto de unión cuádruple de los estados de Arizona, Colorado, Nuevo México y Utah.
Está situado en la meseta de Colorado, al oeste de la ruta 160. El punto fue designado originalmente por el Congreso de Estados Unidos, pero un error provocado por una primera mala medición emplazó geográficamente el mojón en una posición incorrecta. El Tribunal Supremo de los Estados Unidos determinó más adelante que esa localización había llegado a ser tan reconocida que debía ser considerada oficialmente como el límite real entre los cuatro estados.
No solo es el punto de intersección perpendicular de las cuatro esquinas, sino que además es el único punto cuádruple en Estados Unidos entre estados, y por eso a la región se le llama la región de las Cuatro Esquinas. El mojón se localiza en una reserva india de los Ute en Colorado. La señal es controlada por Parques de la Nación Navajo (Navajo Nation Parks) y el departamento de Reconstrucción y es una popular atracción turística, a pesar de lo remoto de su posición. Para ver y tomar una fotografía en el monumento se debe pagar por persona una tarifa de 3 dólares, para mantener los permisos que el monumento conlleva.
Alrededor del mojón, los artesanos locales navajos y utes venden recuerdos y alimentos. La posición del punto fue descubierta inicialmente en 1868 y fue señalada con un pedestal de piedra arenisca. Posteriormente, en 1912, se colocó el primer marcador permanente, que fue sustituido en 1992 por un pedestal de granito en el que encaja un disco de bronce circular alrededor del punto, que está rodeado por los escudos y banderas de los estados que colindan allí.